# グルーヴコースター
GROOVE COASTER（グルーヴコースター）は、タイトーの音楽ゲームのシリーズ、およびその第1作目。スマートフォン（iOS）向けアプリとして2011年に配信開始。2013年にはアーケード版が稼働開始、2015年にはAndroid版もリリースされた。2018年にはSteam版が配信、2019年11月7日にはNintendo Switch版『グルーヴコースター ワイワイパーティー!!!!』が発売された。

## 概要

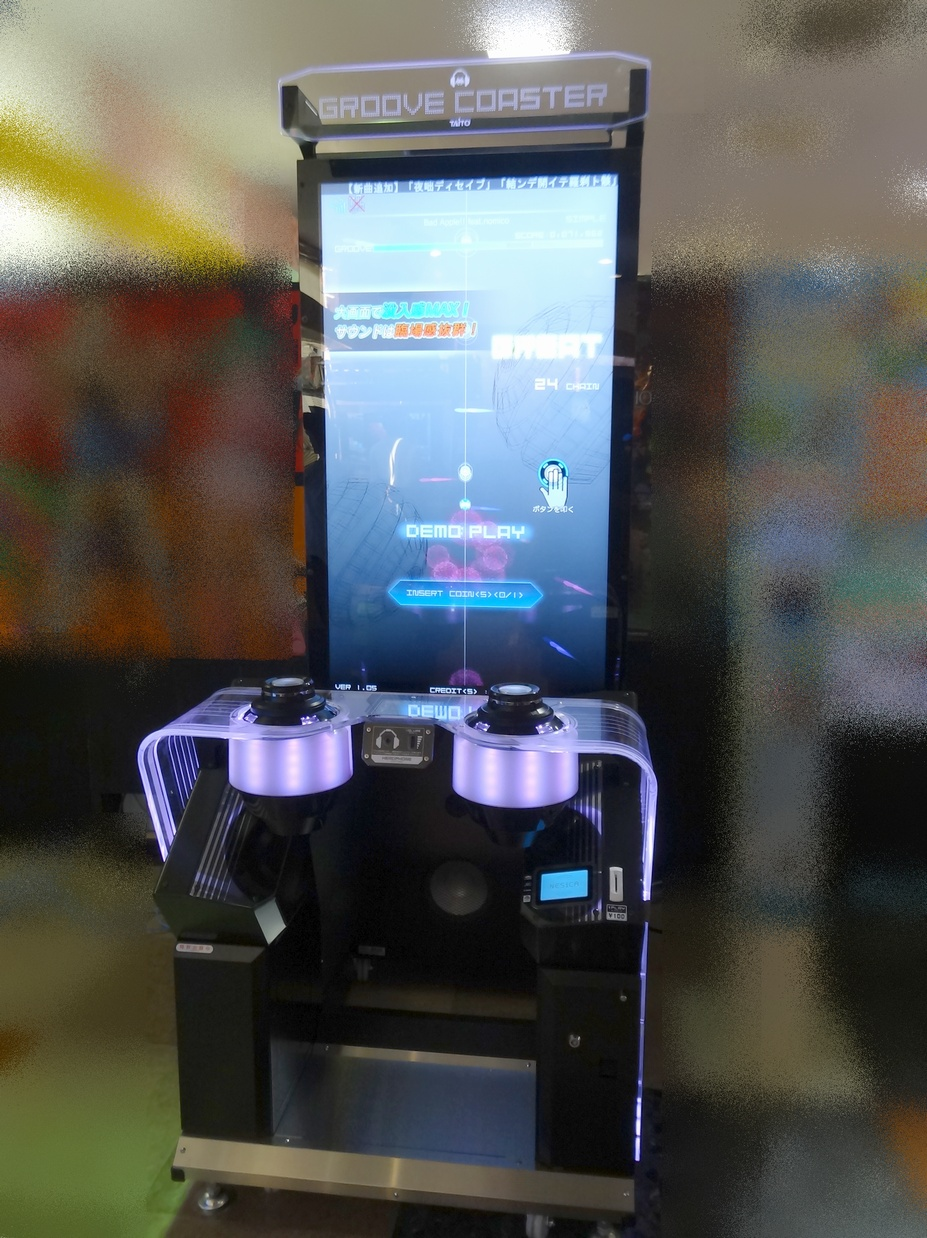
アーケード版筐体

開発者は『スペースインベーダー インフィニティジーン』の石田礼輔。同作品と同様のワイヤーフレーム風の表現を前面に押し出している。シリーズを通して、シンボルマークはヘッドフォンをしたスペースインベーダー・CRABこと「GC CRAB」。
「指一本のカンタン操作で、クールにジェットコースターのような疾走感が楽しめる」というコンセプトで、操作はタップとフリックのみ（後述のアーケード版は異なる）。「コースター」の名の通り、ジェットコースターのように一本のコース上をアバターが移動し、曲に合わせて出現するターゲットを、タイミング良くタッチしていく（ターゲットの形状・種類により異なる操作をする場合もある）。
アーケード版は、EXより「グルーヴステージ」と呼ばれる振動パネル（オプション）に対応した。

## 作品来歴
2011年7月28日、『GROOVE COASTER』（以下「アプリ版初代」）リリース。国内外で高い評価を受け、数々の賞を受賞する。
2012年11月20日、『GROOVE COASTER ZERO』（以下「アプリ版ZERO」）配信開始、フリーミアム方式となり楽曲数が大幅に増加。
2013年11月5日、アーケード版『GROOVE COASTER』（以下「AC版初代」）稼働開始。タッチパネルで行っていた操作は、「ブースター」と呼ばれるコントローラ操作に置き換えられる。
2014年5月26日、アーケード版が『GROOVE COASTER EX』（以下「AC版EX」）にリニューアルした。
2015年1月22日、アーケード版が『GROOVE COASTER 2 HEAVENLY FESTIVAL』（以下「AC版2」）にバージョンアップした。
2015年7月1日、「アプリ版ZERO」のアップデート置換えとして『GROOVE COASTER 2 ORIGINAL STYLE』（以下「アプリ版2」）がリリース。アーケード版の要素を一部組み込んでシステムの大幅な改修がなされた。
2016年3月10日、『GROOVE COASTER 3 LINK FEVER』（以下「AC版3」）稼働開始。シリーズ初のオンライン対戦モードを実装（イベント期間中のみ）。
2017年3月16日、『GROOVE COASTER 3EX DREAM PARTY』（以下「AC版3EX」）稼働開始。ナビゲーター切り替え機能、ソロプレイイベントなどを追加した大型バージョンアップとなった。
同年9月30日をもって、iOS 11アップデートにともない「アプリ版初代」の配信・関連アイテムの販売を終了。なお、「アプリ版2」は引き続き利用できる。
2018年3月29日、『GROOVE COASTER 4 STARLIGHT ROAD』（以下「AC版4」）稼働開始。操作タイミングがノーツより早いか遅いかを表示するFAST/SLOW表示、難易度細分化などの新機能が追加された。
2018年7月17日、Steam版が発売。初のWindows PC版となる。
2019年3月28日、『GROOVE COASTER 4EX INFINITY∞HIGHWAY』（以下「AC版4EX」）稼働開始。一部楽曲の難易度数値の変更があったものの、機能面での追加・変更はなかった。
2019年11月7日、初の家庭用ゲーム機への移植作となるNintendo Switch版『グルーヴコースター ワイワイパーティー!!!!』（以下Switch版）がダウンロード専用ソフトとして発売された。
2020年4月9日、『GROOVE COASTER 4MAX DIAMOND GALAXY』(以下「AC版4MAX」）稼働開始。「AC版4EX」に続き、機能面での追加・変更はなかった。
2022年10月28日、11月配信の楽曲追加をもってアーケード版のコンテンツ追加の終了を発表。ネットワークサービスやオンラインイベントは今後も継続する。
2024年1月15日、同年4月1日午前5時59分をもってアーケード版のネットワークサービスの終了を発表。同日午前6時以降はオフラインでの稼働となる。
2025年1月24日、同年3月31日午後2時00分をもってスマートフォン版のサービスの終了を発表。
2025年1月30日、Nintendo Switch向けの最新作となる『グルーヴコースター フューチャーパフォーマーズ』が発表された。

## ゲーム内容
アバターとターゲットが重なった瞬間に、ターゲットに応じた操作（タッチ）を行うのが基本的なルール。
タッチしたタイミングにより、評価はより正確な順に「GREAT」「COOL」「GOOD」「MISS」と変化する。正確であるほど、画面上部のGROOVEゲージが多く蓄積され、MISS評価は逆にGROOVEゲージが減少。曲の終了時に、GROOVEゲージが一定ラインまでたまっていればクリアとなる。
評価により得点が得られるほか、連続してタッチに成功すると「CHAIN」が増えていく。アプリ版ではCHAIN継続中は1チェインにつき得点倍率が0.1倍ずつ上昇（インフィニティジーンと同様、1チェイン=1.1倍→2チェイン=1.2倍…）、さらに10チェイン以上で「FEVER」が発生し、その間タッチによるチェイン数が2倍になる。CHAINに失敗すると、FEVERも途切れる。
曲が終了すると、タッチの評価達成率により、S - Eの6段階でRATING（総合評価）が付けられる（AC版EXおよびアプリ版2では、さらに上位の「S+」「S++」が追加）。また、得点などの成績に応じて「レベルゲージ」が蓄積され、それがいっぱいになるとさまざまな特典（アバターやスキンの追加・パワーアップ）が得られる。
曲ごとにDIFFICULTY（難易度の数値）が設定されているほか、各曲ともゲームモードを「EASY（アーケード版ではSIMPLE）」「NORMAL」「HARD」の3段階から選択できる。アーケード版はAC版EX以降、さらに高難易度の「EXTRA」が一部楽曲に追加。またアプリ版2にて「AC-EASY」「AC-NORMAL」「AC-HARD」が一部楽曲に追加された（一部楽曲では別途購入が必要）。先に曲を選んだ後、モードを選んでスタートする。ただしアプリ版のHARDとアーケードモード全譜面、アーケード版のEXTRAは初期状態では選択できず、アプリ版のHARD・AC-EASY・AC-NORMALはNORMALを、AC-HARDはAC-NORMALをそれぞれ一度クリアすることで、EXTRAはSIMPLE/NORMAL/HARDの全てでRATING S以上を獲得することで出現する。

### ターゲット
ターゲットの種類により、実行すべき操作は異なる。タイミングが合っていても、ターゲットの種類と操作が間違っていた場合判定されない。
なお、得点はアプリ版にてEASYでCOOL判定となったもので、GOOD判定では0.5倍、最も良いGREAT判定ではその3倍になる。それに更に(CHAIN数×0.1+1)倍が上乗せされ、NORMALで2倍・HARDで3倍になる。ただしアプリ版ZEROでは長いターゲットでは途中の得点増加がそれぞれ始点の一回分しか起こらない。
アーケード版の得点は曲・モードによって異なるが、ターゲット自体でのスコアはいずれも必ず85万点満点になり、曲終了時はCHAINにより最高10万点+クリア時の5万点ボーナスが入る。

#### アプリ版・アーケード版共通のターゲット
タップ（ヒット）
丸い粒状のターゲット。
アバターが重なった瞬間、画面またはブースターのボタンを押す。
得点は100。
ホールド
丸いターゲットを始点に、コース上に色の付いた線が描かれたターゲット。
アバターが重なっている間、画面・ブースターのボタンを押さえ続ける。
得点はホールド中30ずつ、ホールド完了で200。
ビート
コース上で菱形が団子状につながっているターゲット。EASYやSIMPLEでは登場しない。
アバターが重なっている間、画面を連続タップし続ける（アーケード版はどちらかのブースターのボタンを連打するが、一度でも一定間隔以上空いた側のブースターは判定されない）。
得点はビート中50ずつ、ビート完了で200。
フリック（スライド）
菱形に矢印のついたターゲット。EASYやSIMPLEでは登場しない。
アバターが重なった瞬間、矢印の方向にフリックする（アーケード版はどちらかのブースターを矢印の方向に入れる）。
操作方向の基準はそこそこゆるく、入力が斜めでも設定方向が含まれていれば判定される。ただし、アプリ版ではフリックせずにタッチしてしまうとミスになる。
得点は200。
スクラッチ
丸いターゲットを始点に、コース上に螺旋が重なっているターゲット。EASYやSIMPLEでは登場しない。
アバターが重なっている間、画面を押さえてこすり続ける（アーケード版は同じブースターを連続して別方向に動かし続ける。動かすブースターを入れ替えることはできない）。
得点はスクラッチ中70ずつ、スクラッチ完了で200。
AD-LIB（アドリブ）
隠しターゲット。GOOD判定以上でタップ（ヒット）すると「AD-LIB」と表示され、専用の音が鳴る。アプリ版ではアイテム「VISIBLE」を使うとヒントが画面上に表示され、アーケード版ではアイテム「PERFECT PLAYER」を使うとヒットせずとも音が鳴る。
見過ごしたりタイミングを外しても、MISSにはならずCHAINが途切れることもない。ただし、FULL CHAINを達成するには、全てのアドリブターゲットをGOOD判定以上でタップ（ヒット）する必要がある（アドリブを一つでも取り逃すとNO MISSになる）。3からは全部のターゲットとアドリブターゲットをGREATでタップするとPERFECTを取ることができる。
得点は300。
コースの折れ線や楽曲の特徴、別モードや次小節で加わるリズムなどに合わせて配置されていることが多い。
タップ（ヒット）とフリック（スライド）、またVISIBLEで可視化されたアドリブは、コース外からアバターに飛び込んでくるものもある。その中には、飛んでくる軌跡が線であらかじめ表示されていることもある。

#### アーケード版およびアプリ版2（アーケードモード）追加ターゲット
クリティカル
ヒットより大きく角ばったターゲット。
左右のボタンを同時に押す。ヒット同様、コース外から飛んでくることもある。
アプリ版2ではAC-SIMPLE以降から登場。画面の2箇所を同時タップする。
デュアルホールド
クリティカルを始点に、コース両脇に2本の太い線が描かれたターゲット。
アバターが重なっている間、左右のボタンを同時に押しっぱなしにする。SIMPLEでは登場しない。
アプリ版2ではAC-NORMAL以降から登場。画面の2箇所を同時に押さえ続ける。
デュアルスライド
スライドターゲットが2つ重なったもので、左右のブースターを同時に矢印の方向に入れる。
指定される方向は様々で、同じ方向に操作するものもある他、スライド同様コース外から飛んでくることもある。
SIMPLEでは登場しない。片側のブースターを素早く2回操作することでも判定される事がある。
アプリ版2ではAC-NORMAL以降から登場。2本指で同時に対応する方向へのスライド操作を行う。
スライドホールド
2つのスライドターゲットを太い帯でつなげたターゲット。
アバターが重なっている間、ブースターを矢印の方向に入れっぱなしにする。途中で一度入れたブースターを戻したり違う方向に入れかえてはならない。SIMPLEでは登場しない。
アプリ版2ではAC-NORMAL以降から登場。スライドした指を離さず、そのまま押さえ続ける。

### コンテンツ
レベルアップや課金などで、下記のコンテンツが増えていく。
曲
アプリ版初代のみ、新登場した曲をクリアすることで逐次増加。ZERO以降はレベルアップなどで解禁される。またアプリ版は別途アドオン課金により楽曲を入手できる。
アーケード版ではAC版2まで、ゲーム終了時に獲得する「ミュージックパネル」を用いて、楽曲を解禁できた。パネルは任意の楽曲に少しずつ割り振って解禁を進められる（パネルのストックはできない）。曲毎に必要なパネル数は異なり、アプリ版に収録されていた楽曲や低難易度の曲は比較的少なく、高難度のアーケード初出曲は大量のパネルが必要だった。AC版3にて、ミュージックパネルは廃止された。
AC版2以降は、マイページ内「ショップ」コンテンツにて、ゲーム内通貨「グルコ」との交換で楽曲が入手できる。なお、AC版2では解禁曲を全て手に入れて使い道のないミュージックパネルは、グルコに変換された。
AC版3では、イベント報酬にて楽曲が獲得できる。イベント中に楽曲を獲得できなかった場合は、後日マイページ内「ショップ」にて購入可能となる（Ver4.01まで）。
AC版4のVer4.02より、「アンロック」（後述）により楽曲が入手できる。一方、マイページ内の楽曲ショップは終了した。
なお、アーケード版では楽曲は同じながら、譜面が刷新されることがある（曲名は同じだが、「RENEWAL」というアイコンが付記される）。その場合、刷新前とは別の楽曲として扱われ、成績は繰り越されない。
アバター
レベルアップや課金（アプリ版ZERO以降は楽曲パック購入を含む）、イベントでの条件達成などにより獲得。
アプリ版のみ、GROOVEゲージの上昇量やレベルゲージの上昇量・さらにタイミングの判定やコースに変化を及ぼすものまで、さまざまな効果が備わっている。またレベルアップ解禁されるものは、さらにレベルアップしていくことでその効果が3段階に強化されていく。
アーケード版は主にイベントの報酬で得られるほか、特定キャンペーン中はゲーム開始時に無条件で配布される。なお、アプリ版にあるアバターの効果は一切なくなった。
AC版初代においてレベルアップで入手出来ていたアバターは、AC版2以降ではマイページ内「ショップ」コンテンツにて、ゲーム内通貨「グルコ」との交換で入手する（2015年7月27日以降）。
アイテム
選曲時に選ぶことで、ゲーム中にさまざまな効果をもたらす。
| 名称                            | 効果                                                                                              | アプリ版 初代 - ZERO | アプリ版 2 | AC版 初代 | AC版 EX | AC版 2 - 3EX | AC版4 ( - Ver4.01) | AC版4 (Ver4.02 - ) | Steam版 |
| ------------------------------- | ------------------------------------------------------------------------------------------------- | -------------------- | ---------- | --------- | ------- | ------------ | ------------------ | ------------------ | ------- |
| FOLLOW / SAFE                   | MISSを10回までGOODに変える[注 1]                                                                  | ○(FOLLOW)            | ○(FOLLOW)  | ○(SAFE)   | ○(SAFE) | ○(SAFE)      | ○(SAFE)            | ○(SAFE)            | ○(SAFE) |
| FLICK CHANGE                    | フリックや特殊な長いターゲットをタップ・ホールドに変える                                          | ○                    | ○          | ×         | ×       | ×            | ×                  | ×                  | ×       |
| EASY TARGET                     | スライド・特殊な長いターゲット・デュアルスライドを それぞれヒット・ホールド・クリティカルに変える | ×                    | ×          | ○         | ○       | ○            | ○                  | ○                  | ×       |
| VISIBLE                         | AD-LIBのタイミングを表示する                                                                      | ○                    | ○          | ×         | ×       | ×            | △                  | ○[注 2]            | ×       |
| MUSIC PLAYER                    | プレイにかかわらず正しい音楽が流れる                                                              | ◇                    | ◇          | ○         | ○       | ○            | ○                  | ○                  | ○       |
| MIRROR                          | プレイ中画面が左右反転される                                                                      | ◇                    | ○          | ○         | ○       | ○            | ○                  | ○                  | ×       |
| NO WAY                          | コースのラインが見えなくなる                                                                      | ×                    | ○          | ○         | ○       | ○            | ○                  | ○                  | ×       |
| REVERSE                         | プレイ中画面が上下左右反転される                                                                  | ×                    | ○          | ○         | ○       | ○            | ○                  | ○                  | ×       |
| HIDDEN                          | ターゲットがアバターに触れる直前に見えなくなる                                                    | ×                    | ○          | ○         | ○       | ○            | ○                  | ○                  | ×       |
| SUDDEN                          | ターゲットがアバターに触れる直前にのみ見える                                                      | ×                    | ○          | ○         | ○       | ○            | ○                  | ○                  | ×       |
| JUST                            | COOLとGOODをMISSとして扱う                                                                        | ×                    | ○          | ○         | ○       | ○            | ○                  | ○                  | ○       |
| STEALTH                         | 全てのターゲットが見えなくなる                                                                    | ×                    | ○          | ○         | ○       | ○            | ○                  | ○                  | ×       |
| アーケード版Ver1.5追加アイテム  |                                                                                                   |                      |            |           |         |              |                    |                    |         |
| SUPER SAFE                      | MISSを20回までGOODに変える[注 1]                                                                  | ×                    | ×          | ×         | △       | △            | △                  | ○[注 3]            | ○       |
| NOTHING                         | 全てのターゲットとコースのライン両方が見えなくなる                                                | ×                    | ×          | ×         | △       | ○            | ○                  | ○                  | ×       |
| IMPOSSIBLE                      | ターゲットが見えなくなり、COOLとGOODをMISSとして扱う                                              | ×                    | ×          | ×         | △       | ○            | ○                  | ○                  | ×       |
| アーケード版Ver1.51追加アイテム |                                                                                                   |                      |            |           |         |              |                    |                    |         |
| EXP BOOSTER                     | その曲での獲得経験値が2倍になる                                                                   | ◇[注 4]              | ◇[注 4]    | ×         | △       | ×            | ×                  | ×                  | ×       |
| MAX BOOSTER                     | その曲での獲得経験値が5倍になる                                                                   | ◇[注 4]              | ◇[注 4]    | ×         | △       | ×            | ×                  | ×                  | ×       |
| アーケード版Ver2.0追加アイテム  |                                                                                                   |                      |            |           |         |              |                    |                    |         |
| ONE HAND                        | クリティカル・デュアルホールド・デュアルスライドを それぞれヒット・ホールド・スライドに変更する   | ×                    | ×          | ×         | ×       | ○            | ○                  | ○                  | ×[注 5] |
| ALONE                           | 対戦において、順位や他プレイヤーのアバターを画面に表示させない[注 6]                              | ×                    | ×          | ×         | ×       | ○            | ○                  | ○                  | ×       |
| PERFECT PLAYER                  | プレイにかかわらず、正しい音楽とAD-LIB音が流れる                                                  | ×                    | ×          | ×         | ×       | ○            | ○                  | ○                  | ○       |
| GC BOOSTER[注 7]                | その曲での獲得グルコが2倍になる                                                                   | ×                    | ×          | ×         | ×       | △            | △                  | ○[注 2]            | ×       |
| MAX BOOSTER[注 7]               | その曲での獲得グルコが5倍になる                                                                   | ×                    | ×          | ×         | ×       | △            | △                  | ○[注 2]            | ×       |
| アーケード版Ver2.04追加アイテム |                                                                                                   |                      |            |           |         |              |                    |                    |         |
| NO INFO                         | ゲージ、判定、スコア、プレイヤーネーム等を 画面に表示させない[注 8]                               | ×                    | ×          | ×         | ×       | ○            | ○                  | ○                  | ○       |
| BREAK                           | MISS判定を10回出すと、プレイが中断されてFAILEDとなる[注 9]                                        | ×                    | ×          | ×         | ×       | ○            | ○                  | ○                  | ×       |
○は登場（△は非売品）、×は未登場。◇はアバター効果として登場。
複数のアイテムは同時にセットできない。効果はその曲限りで、セットして楽曲を開始した時点でストックが1つ消費される。
アプリ版では、アイテムは課金としてストックを購入できるほか、アプリ版ZERO以降はレベルアップ報酬・ログインボーナスなど、アプリ版2からはミッションの達成によって、無料でも獲得できる。なお、アプリ版2では2017年10月27日より、広告動画閲覧によりログインボーナス獲得数が2倍になる機能が導入されたものの、2018年3月22日に同機能は削除された。
アーケード版では、ストックできるのは1アイテムにつき99個まで。また難易度上昇アイテムを使用してクリアすると、レベル経験値・獲得グルコにボーナスが入る。
AC版EXまでは、1プレイごとにランダム＋レベルアップやイベント成績による報酬で獲得。AC版2からは、1プレイごとのランダム獲得が廃止。イベント成績による報酬の他は、マイページ内「アイテムショップ」でグルコを用いた購入（AC版4よりストックがない場合に限り筐体でも購入可能）か、スタンプカードによる付与で入手する。AC版4のVer4.02からは、「アンロック」（後述）によりショップ非売品のアイテムも入手可能となった。
スキン
タップ時に表示される「エフェクト」、またはバックに表示される「背景」のどちらかを任意に設定できる。いずれもゲームそのものに影響は及ぼさない。ただし同時に一つしか使用できないため、「エフェクト」と「背景」の併用はできない。
アーケード版では「エフェクト」のみ獲得できる。AC版EXまではレベルアップによって獲得し、AC版2ではマイページ内「ショップ」コンテンツにてゲーム内通貨「グルコ」との交換で入手する（2015年7月27日以降）。
ナビゲーター
AC版3より実装されたナビゲートキャラクター。AC版3EX以降は複数のナビゲーターより選べる。
ボイス付きで実装されたのは以下のとおり。
| ナビゲーター名       | 担当声優                   | 出展作品                                          |
| -------------------- | -------------------------- | ------------------------------------------------- |
| リンカ               | 豊田萌絵                   | オリジナル（3）                                   |
| ユメ                 | 高橋菜々美                 | オリジナル（3EX）                                 |
| セイネ               | 河上英里子                 | オリジナル（4）                                   |
| ずんど子ちゃん       | ちよこ（IOSYS）            | オリジナル                                        |
| どんつくくん         | さきぴょ                   | オリジナル                                        |
| すたどんたん殿下     | 山本椛（IOSYS）            | オリジナル                                        |
| ナティア・ヴィヴィー | 嶋澤奈津子（現：志麻なつ） | アルカノイドVSインベーダー                        |
| 佐々木友香           | 水瀬いのり                 | ピリオドゼロ                                      |
| ナビウル             | 田中あいみ                 | ピリオドゼロ                                      |
| 茜未来               | 松田利冴                   | ピリオドゼロ                                      |
| 初音ミク             | 藤田咲                     | 初音ミク四季シリーズ                              |
| 夢眠ネム             | 夢眠ネム                   |                                                   |
| 神楽                 | 本渡楓                     | フィギュアヘッズ エース（スクウェア・エニックス） |
| 雅                   | 高野麻里佳                 | フィギュアヘッズ エース（スクウェア・エニックス） |
| みりん               | 古川未鈴（でんぱ組.inc）   |                                                   |
| 音街ウナ             | 田中あいみ                 |                                                   |

## シリーズ

### アプリ版

#### GROOVE COASTER
2011年7月28日配信開始。2017年9月30日配信終了。
- 曲数は29曲（「UPGRADE」にて購入する楽曲も含む）。DIFFICULTYは0 - 9の10段階[注 10]。
- オリジナル曲はすべてZUNTATAの小塩広和、土屋昇平の2人によるもの。
- 同社のゲームから、『アルカノイドDS』『ジェットでGO!2』『SHOGUN DEFENSE』『スペースインベーダー インフィニティジーン』『ダライアス外伝』『ダライアスバースト』『ミュージックガンガン!』『私のハッピーマナーブック』の楽曲が使用されている。

#### GROOVE COASTER ZERO
2012年11月20日配信開始。無料。2013年7月には100万ダウンロード突破記念キャンペーンが、2014年5月19日には200万DL大感謝キャンペーンが、それぞれ開催された。
- 曲数は、期間限定・有料配信のものも含めて150曲以上。初代の曲は一部が無印版購入特典や課金購入パックに移動したものの、削除された初代の収録曲はない。
- DIFFICULTYに10が追加された。
- 初代のデータは引き継げないが、初代アプリを同デバイスで所持すると4曲の限定配信を手に入れられる。
- 楽曲ラインナップに版権曲・VOCALOID曲などを投入。版権曲は一部を除き、アーティスト名が「J-POP」に統一されている。
- 楽曲をソートしリスト表示する機能が追加され、スムーズに選曲がしやすくなった。
- ログインボーナスが導入され、初代では課金限定だったアイテムが、一日の最初にゲームを起動した際にもらえることがある。
- 初代の「UPGRADE」が「SHOP」と改称。追加曲は1曲単位のほか、4曲がまとまったパックも販売されている。
- 24時間ごとに「RECOMMEND」が発生し、まだ購入していない課金曲を1曲、無料で遊ぶことができる（特定の一曲毎に1回・EASYのみ）。
- 200万DLキャンペーンによって無料楽曲が追加され、レベル上限が100から200に拡張された。

#### GROOVE COASTER 2 ORIGINAL STYLE
2015年7月1日配信開始。アプリ版ZEROのリニューアルアップデートという形で置き換え配信されており、アプリ版ZEROとアプリ版2を同じ端末に入れることは不可能である。同年8月には300万DL突破記念キャンペーンが開催された。
また、同日Android向けとしてGoogle Playにも配信開始。
2025年3月31日14:00をもってサービス終了予定。
- マルチタップに対応。連続タップによる連打操作が容易になった。
  - これに伴ってクリティカル・デュアルホールド・デュアルスライド・スライドホールドの操作が可能となり、アーケード版に収録されている譜面「アーケードモード」が追加配信された。
  - アーケードモードに限り、DIFFICULTYの上限が20まで拡張された。
  - このアップデート以前に入手していた課金曲のアーケードモードを遊ぶ場合に限り、改めて追加料金を支払う必要がある。
  - RATINGの算出基準がアーケード版に準拠したものへと変更。アーケードモードではスコアやCHAINの計算も同様にアーケード版準拠になる。
- 本体の画面タップではなく、マイク入力でタップ操作を行う「オリジナルスタイル」の実装。このスタイルでは全ターゲットがタップに変化する。
- アーケード版に存在していたアイテムが追加。
- 称号が追加。称号はアーケード版とは異なる独自のもので、フレンド一覧やランキングに表示される。
- 実績に類する様々な条件を満たすことで、アイテム・称号・アバターを入手できる「ミッション」の実装。
- 一部アバターのカラー化。
- オプション設定にて以下の項目の設定が可能となった。
  - 画面演出（エフェクトの多少＋アドリブ・空打ち音の有無）
  - 音と映像のずれ調整
  - 操作入力と判定のずれ調整
  - オリジナルスタイル時のマイク感度調整
- 300万DLキャンペーンによって、レベル上限が300に拡張された。
- 本作のauスマートパス対応版『GROOVE COASTER 2 for AU』が、2016年12月1日配信開始、2021年1月31日サービス終了[19]。
  - 対応OSはAndroidのみ。
  - プレイ開始月に初期状態で15曲が遊べるほか、毎月10曲まで無料で好きな曲を選んで追加可能。その後も毎月10曲ずつ増やすことができる。さらに、毎月すべてのアイテムが10個ずつ付与される[20][21]。
  - なお、auスマートパス対応版の発表において、シリーズ累計ダウンロード数が450万DLを突破したことが明かされた[20]。

### アーケード版

#### GROOVE COASTER
2013年11月5日稼働開始。55インチの大型液晶モニタを搭載した専用筐体で供給される。
- NESiCA対応で、自身のプレイ記録や追加曲を保存できる。アプリ版との連動は不可能。
- 「称号」が導入された。称号はプレイ内容に応じて、新しいものが入手可能（NESiCA使用時のみ）。称号はランキングにも表示される。
- アプリ版とは操作系統や仕様が大きく異なり、アーケード版は「ブースター」と呼ばれるコントローラが前面に2個備わっている。それぞれ上部にボタンが1個ずつあり、またブースター自体が水平方向にスライド可能となっていることで、それぞれアプリ版のタップやフリック操作を再現している。これに伴い、ターゲットの名称は「タップ」が「ヒット」に、「フリック」が「スライド」に変更された。なお左右どちらで操作してもかまわないほか、アプリ版と違い、ホールド中にもう片方のブースターを操作してもミスにはならない。
- ブースターの手前にヘッドホン端子と音量調節ダイヤルが備わっている。
  - ヘッドホンを端子に挿していない状態では音量は強制的にゼロに固定される（同社の『ダライアスバースト アナザークロニクル』と同様）。ただしNESiCAを使用した場合、ゲーム終了時のデータ保存完了時点での設定音量が記録され、次回NESiCA読み込み後にヘッドホンを差しこんだ最初の一度だけ、記録された音量に自動で再設定される。
- プレイ開始直前に、その曲・モードで出現するターゲットの一覧と操作方法が表示される。
- 100CHAINに到達するとFEVERから「TRANCE」状態に移行し、加算CHAIN数が4倍になる。
- スコアの計算方法が大きく変更され、すべての曲・モードで(PLAY SCORE)850,000点+(CHAIN SCORE)100,000点+(CLEAR BONUS)50,000点の、計1,000,000満点になった。これに伴い、RATINGの評価基準がスコアによるものとなった。
- 1クレジットで2曲遊べるステージ制（工場出荷設定）。クリアに失敗しても必ず設定曲数を遊ぶことが可能。
  - 2014年1月10日に実施されたアップデートにより、1クレジット3曲設定も可能になった。
- 店内で最大4人までの対戦プレイが可能。独自基準の順位だけではなく、GREAT・CHAIN・AD-LIBを最も多くとれた、空打ち数が多かったか逆に一切なかった、アイテム使用・初回プレイなど、様々な要素の評価により与えられる★の数により1曲毎で競われる。
  - 通常プレイでのスコアは勝敗に一切関係しないためか、対戦プレイ中はスコア表示が順位表示に置き換えられる。また人数分のアバターがそれぞれの画面に表示され、プレイ状況に応じて抜きつ抜かれつのデッドヒートを繰り広げたり、ミスしたプレイヤーのアバターがスピンし×印が現れるといった、レースゲームのような演出が加えられる。
- ジャンル別ソートの導入。「J-POP」「VOCALOID」「GAME」「VARIETY」「ORIGINAL」の5種類。
- モード（難易度）が最初からHARDも選択可能。DIFFICULTYの数値は曲のモードごとに設定された。
  - 「EASY」は「SIMPLE」に名称が変更されており、アドリブを除き「ヒット」「クリティカル」「ホールド」しか配置されていない。
- 初代やZEROでアバターに備わっていた効果がなくなり、それらの効果は原則としてアイテムで得るようになった。
  - ただし従来の「FOLLOW」は同様の効果を持つ「SAFE」に、「FLICK CHANGE」はSIMPLEモードに登場する3種のターゲットに絞る「EASY TARGET」に変更となり、「VISIBLE」は廃止となった。
- レベルアップはゲーム終了時にまとめて行われ、称号もここで獲得となる。またプレイ毎回で必ずアイテムをランダムで1 - 3個入手し（レベルアップ特典とは別）、さらに追加曲を解禁する「ミュージックパネル」がソロプレイで1枚、店内対戦プレイで2枚[注 11]与えられる（NESiCA使用時のみ）。
  - レベルゲージを増加させる経験値は、設定曲数とRATING＋クリア形態＋使用アイテムから算出される。

#### GROOVE COASTER EX
アーケード版のバージョンアップ版として2014年5月26日稼働開始。Ver1.5アップデートにより大規模な機能追加がなされた。
- ランクが細分化（Sの上位として、95万点以上の「S+」、99万点以上の「S++」が追加）。前作ですでに条件を満たしていると自動的に差し替わる。
- 一部楽曲において隠された新難易度「EXTRA」が追加。同一楽曲のSIMPLE・NORMAL・HARDにおいてSランク以上を獲得することで、より難易度の高い「EXTRA」モードに挑戦できるようになる。
- 特定期間のみ選択できる「イベントプレイ」の実装。指定された楽曲/難易度を連続で行い、クリア曲数/CHAIN数/AD-LIB率/スコアからポイントを算出。蓄積ポイントのノルマ達成や期間終了時の全国ランキング順位によって、各種アイテム等が獲得できる。筐体の料金設定やクリアの可否にかかわらず、1クレジットで3曲遊べる（固定）。
- 選曲画面で新規配信の未プレー曲のみを表示する新曲ソートの導入（イベントモードでプレー済みの未解禁曲を解禁した場合、イベントモードでのスコアが残り且つNEWマークが表示される）。
- パソコン・スマートフォン向けの個人ページ「マイページ」の閲覧機能の実装（5月27日 - ）。
- イベントモードの報酬限定で「SUPER SAFE」「NOTHING」「IMPOSSIBLE」が導入。これらは通常のプレイでは取得することは出来ず、イベントプレイの期間終了時にのみ得られる。
- 一部楽曲の譜面の調整および難易度数値の変更。この処置(特に前者のタイミング調整)は後のバージョンアップでも継続的に行われている場合が多い。
- プレイ中、画面上部に常に「プレイヤー名」と「称号」を表示。

同年7月30日にはver1.51にバージョンアップ。それに伴い、以下の点が追加された。
- 周辺機器「グルーヴステージ」対応。
- マイページの機能追加。
- 指定した条件の中からランダムで選ばれる「ランダム選曲」の導入。通常プレイで選択可能な他、イベントプレイの課題としても設けられている場合がある。
- イベントモード報酬アイテムに、その曲のレベル経験値を2倍にする「EXP BOOSTER」、5倍にする「MAX BOOSTER」が追加。
- ミュージックパネルの獲得枚数の増加。
  - ソロプレイ1→2枚、店内対戦プレイ2→3枚、イベントプレイ1→3枚に増加。
- 一部収録曲のAD-LIBタイミングなどの修正なども行われている。

#### GROOVE COASTER 2 HEAVENLY FESTIVAL
2015年1月22日稼働開始。カラーリングが黒背景・青から白背景・黄緑に変更、システムボイスも機械に近い（抑揚の少ない）男性から人間らしい女性に変更などのリニューアルがなされている。
- 楽曲カテゴリが再編され、「J-POP」が「ポップス」と「アニメ」に分割、「GAME」が「ゲーム」と「東方アレンジ」に分割。英語表記だったジャンル名も日本語表記となる。
- 削除曲はなし、スコアや解禁状況はほとんどがそのまま引き継がれる。
- レベル制度の廃止。
  - レベル100で解禁できた楽曲「The Beginning」は、初期状態で遊べるようになる。
  - 特定のレベルに達することで貰えたアバター・スキンなどは、マイページ内「ショップ」での購入が可能となった（7月27日 - ）。
- 一部称号の文言の変更。
- 称号獲得時に、獲得条件と上位称号の獲得条件を表示。
- 楽曲に由来した称号の追加。
  - 該当する楽曲のSIMPLE・NORMAL・HARDをすべて「Sランク（90万点）以上でクリア」「S++ランク（99万点）以上でクリア」「満点（100万点）でクリア」、および「難易度を問わず総プレイ回数100回」で獲得できる。
  - 他社とのコラボイベント「GAME MUSIC TRIANGLE」「天下一音ゲ祭」楽曲は対象外。「The Beginning」の称号はVer2.02より追加[23]。
- 選曲画面で全難易度の平均スコアによるソートの導入。
- 一部楽曲のステージリニューアル（リニューアルされる楽曲のみスコアがリセットされる）、および一部楽曲のタイミングなどの修正。また楽曲「Groove Prayer」のジャケット画像が差し替え[注 12]。
- 店内対戦のレギュレーション変更。従来は獲得した☆の数を曲毎に競っていたが、今回は1プレイで獲得した合計の☆数で競うようになる。
- ゲーム終了時のアイテム付与廃止。
- ミュージックパネルによる解禁は、各楽曲毎の必要枚数がn2枚になっていたが、本作からそれ以外の枚数（3枚、6枚など）も登場。
- ゲーム内通貨「グルコ」が登場（単位は「GC」）。プレイ毎に各楽曲の成績に応じて蓄積される。ミュージックパネルで解禁できる楽曲がない場合、余ったパネルは少量のグルコに変換される。
  - グルコはマイページ内「ショップ」ページで、アイテムやミュージックパネルでは獲得できない楽曲の購入に使用する（2月25日 - ）。
- 新アイテムの追加。
  - ターゲットが片手でも操作可能な種類に変わる「ONE HAND」、店内対戦プレイで他プレイヤーのアバターが表示されない「ALONE」、キー音に加えAD-LIB音が追加される「PERFECT PLAYER」が実装。イベントで先行配信された。
  - EXまでの獲得経験値を増やすアイテム「EXP BOOSTER」「MAX BOOSTER」が、グルコの獲得量を増やす「GC BOOSTER」「MAX BOOSTER」に置き換えられた。
  - EXではイベント報酬限定のアイテムだった「NOTHING」「IMPOSSIBLE」が通常時でもショップ購入で入手できるようになった。
- マイページのリニューアル。
  - ログイン方式がNESiCAシリアルNo.とプレイヤーネームによる認証から、NESiCAシリアルNo.とNESiCA.netパスワードによる認証に変更。利用にNESiCA.netのアカウント発行が必須となった。
  - 各楽曲の難易度別ランキングの追加。

同年3月25日にはver2.02にバージョンアップ。それに伴い、以下の点が追加された。
- 「本日のスタンプカード」の導入。
  - 1プレイ（モードは問わず）ごとにスタンプカードにスタンプが押され、その箇所にあるミュージックパネルやアイテム、グルコを獲得できる。
  - スタンプカードは10マスあり、全て埋まると同じ内容のものが繰り返される。
  - カードの有効期限は当日8:00 - 翌日6:00。他ゲームの類似したログインボーナスと違い、当日の初回プレイは空欄に設定されていることが多い。

#### GROOVE COASTER 3 LINK FEVER
2016年3月10日稼働開始。イメージカラーは赤。
- ナビゲートキャラクター「リンカ」が登場[24]。デザインはヤスダスズヒト、国内版の声優は豊田萌絵。
- 収録曲の日本国内・海外の差がなくなり、トータルスコアランキングが統一され「ワールドスコアランキング」となった。
- ミュージックパネルの廃止。既存のミュージックパネル解禁曲は、本作にて全解禁された。
- トロフィー報酬（累計トロフィー獲得数に応じた報酬）の追加。アイテムやグルコ、称号、アバターが獲得できる（トロフィー500個まで対応）。
- チュートリアルの刷新。
- 選曲時に各カテゴリのフォルダをたたむことが可能になった。
- 一部楽曲の難易度の数値変更。
- 効果音（左右それぞれのブースターの空タップ音、AD-LIBタップ音のセット）の切り替え機能の追加。
  - あわせて初期状態の効果音が本作より変更。Ver.2までの効果音は、マイページのショップにて購入できる。
- 100万点を達成した際の新評価「PERFECT」の追加（「NO MISS」「FULL CHAIN」の上位にあたる）。
  - レーティングは変わらずS++（99万点以上）扱い。
- 店内対戦プレイの一部仕様変更。
  - マッチング中、各楽曲終了後に、メッセージを表示させることが可能。メッセージはマイページにて追加購入や設定が行なえる。
  - 獲得する★は2曲目、3曲目になるほど数が増え、後半に逆転しやすくなっている。
- 店舗間オンライン対戦の実装[注 13]。
  - オンライン対戦はイベント開催中のみプレイ可能。最大4人までマッチングする。
  - 課題曲より選曲後、マッチングした全プレイヤーから一人の楽曲が抽選で選ばれて対戦。
  - メッセージ、獲得する★は店内対戦モードと同じ。ただし、★は「曲が選ばれなかった」などのオンライン対戦独自の項目もある。
- マイページの機能追加。
  - ショップにメッセージショップ、効果音ショップが追加。
  - フレンド機能の追加。フレンドは互いの成績を閲覧・比較できる。最大100人まで登録可能。
  - オンライン対戦履歴の閲覧機能追加。
  - メッセージ設定機能の追加。
  - トロフィーランキングの追加。

2016年7月21日にVer.3.04にバージョンアップ。それに伴い、以下の点が変更された。
- ターゲットの判定仕様を変更。
  - Ver.3.03までは、曲・難易度ごとに判定幅が別々に設定されていたが、Ver.3.04以降は全曲の判定幅が統一された（難易度による判定幅の違いは継続）。
- イベント仕様の変更。
  - バトルポイントを規定値まで貯めると獲得できる「ポイント達成賞」を増設。ポイント達成賞は、これまではイベント期間終了後に配布されていた報酬が、規定のバトルポイント到達ですぐに報酬が獲得できるようになった（次のプレイから報酬を使用できる）。かわりに「参加賞」「達成賞」「超達成賞」が削除。
  - 順位報酬のうち「グルーヴ賞」「努力賞」が削除。
- ミニイベントの創設。
  - 通常イベント非開催期間にもオンライン対戦がプレイできるよう、開催期間の短いミニイベントを創設。ミニイベントでは順位報酬は廃止、バトルポイントのみで復刻アバターやアイテムが獲得できる。
- 月間スコアランキングの開始[26]。
  - その月に配信された新曲の全難易度の合計スコアを集計し、上位100位のプレイヤーには限定称号が付与される。
  - 月末に配信された新曲は、原則として翌月のスコアランキング対象曲となる。

#### GROOVE COASTER 3EX DREAM PARTY
「3」のバージョンアップ版として2017年3月16日稼働開始。
- 新ナビゲーター「ユメ」が登場。デザインは未早（IOSYS）[28]、国内版の声優は高橋菜々美[29]。
  - チュートリアルもユメが行う。
  - ナレーションはリンカとユメが交互に担当する[注 14]。
- ナビゲーター切替機能の追加。従来のリンカとも切り替え可能なほか、イベント報酬として新たなナビゲーターも獲得できる。その一部については後述。
  - ただし説明画面で担当声優の表記がないナビゲーターは、音声がすべて汎用英語ボイスとなる。
- ソロプレイイベントの追加。
  - 課題曲からの任意の楽曲選択や、★の数によるイベントポイントの集計など、オンライン対戦イベントの1人プレイ版であり、AC版2までの「イベントプレイ」とは異なる。
  - 1人プレイではあるが、アイテム「BREAK」は使用不可。
  - 対戦相手がいないため、「無駄のない動き」など一部項目の適用基準が変更。
  - 「金賞」の適用順位が50位以内に変更。以降の賞も適用順位が順に変更され、「優良賞」は1000位以内となった。
  - 従来のオンライン対戦イベントも引き続き行われるが、ソロプレイイベントとは並行で開催されない。ただし、同一イベント内でポイントを引き継ぎつつ、ソロプレイ→オンライン対戦とルールが切り替わる方式が定着している[30]。
- 楽曲選択時、フォルダがつねに閉じられた状態から選ぶようになった。またジャンルソート時にフォルダを閉じていると、選んだジャンルの楽曲4曲のジャケット画像がサムネイル表示される。
- ジャンル「アニメ」と「ポップス」が「アニメ・ポップス」に統合され、「ゲーム」が「ゲーム」と「音楽ゲーム」に分割された。
- 初心者おすすめ楽曲が設定され、対象曲は選曲時に専用のマークが表示される。またジャンルソート時に「初心者おすすめ」フォルダが新設された。
- 難度値8以上の譜面に警告マークが表示。
- プレイ開始前のHOW TO PLAY画面に音声が追加（一部ナビゲーターを除く）。
- 新規登録特典の実装。本作のプレイ履歴のないNESiCAを認証させると、下記の特典が得られる。
  - 初回プレイが無料。
  - マイページのショップ販売曲「W.W.D」「セツナトリップ」「患部で止まってすぐ溶ける　〜　狂気の優曇華院」を無償解禁。
  - グルコ10000GCの付与。
- 一部アーティスト名の変更、ジャケット画像の差し替え、称号名の誤植の修正。
- マイページの機能追加。
  - 月間ランキングの課題曲・ランキングの閲覧機能。過去（2016年8月以降）のランキングも閲覧できる。
  - 楽曲リストに名前順ソートを追加。
  - 平均スコアにイベント先行配信曲が含まれないように変更。

2017年10月12日にVer.3.57にバージョンアップ。それに伴い、以下の点が変更された。
- 選曲画面にて、全フォルダの表示・非表示の切り替えから、 選択中フォルダのみ表示・全フォルダ非表示の切り替えに変更。
- 難易度10の一部楽曲・譜面に「超高難易度注意」アイコン表示を追加。
  - 対象譜面はHOW TO PLAY画面の背景が濃紺色に変化。
- 初期状態で選択可能なアバターに「SILVER HAWK」「BUBBLEN」「YUME」の3種を追加。
- NESiCA未使用時に選択可能なナビゲーターに「リンカ」を追加。

#### GROOVE COASTER 4 STARLIGHT ROAD
2018年3月29日に稼働開始。イメージカラーは紫。
- 新ナビゲーター「セイネ」が登場。デザインは未早（IOSYS)、国内版の声優は河上英里子。
  - チュートリアルもセイネが行う。
  - ナレーションは、セイネ→ユメ→リンカの順に交代で担当する[注 14]。
- FAST/SLOW表示の追加。
  - ブースター操作のタイミングがGREAT以外の場合、FAST（タイミングが早い）またSLOW（タイミングが遅い）とアバターの近くに表示される。
- 難易度（DIFFICULTY）の数値を、10段階から15段階に細分化。
- 難易度11以上の譜面を「解禁制」に変更。ひとつ下の難易度でS以上の評価を取得することで解禁できる（例：難易度11の場合、難易度10のいずれかの譜面でS以上の評価を取得すると、難易度11の譜面がすべて解禁される）。
- 選曲画面でソート「月間課題曲」の追加。月間ランキングの対象曲のみ表示される。月初など対象曲が存在しない時期は選択できない。
  - 一方でソート「プレイ回数」が削除。
- 新アイテム「VISIBLE」の追加。
  - アプリ版に存在した同アイテムのアーケード版への実装。スタンプカードやイベント報酬などで獲得できる。
- ゲーム中、筐体でのアイテム購入が可能になった。
  - ショップで購入可能なアイテムおよび「SUPER SAFE」のうち、その時点でストックが無いアイテムのみグルコで購入できる。
- ワールドスコアランキング、店内スコアランキングが、全楽曲のスコア集計から月間ランキング対象曲のみのスコア集計表示に変更された。従来の全スコア集計によるワールドスコアランキングは、公式サイトで閲覧できる。
- 新規登録特典による無償解禁の対象だった「W.W.D」「セツナトリップ」「患部で止まってすぐ溶ける 〜 狂気の優曇華院」が、解禁せずに遊べる曲に変更。
- タイミング判定表示のデザインを調整し、背景が白い場合などにも見やすくなった。
- 一部楽曲のデモ再生タイミングの調整。
- 海外版でのカスタマイズ画面の説明文を英語に変更。
- 新スキン「HORROR」「HEART」の追加。
- 新規登録特典の変更。
  - 初回プレイ無料は継続。
  - マイページのショップ販売曲の無償解禁対象が「あのね…実はわたし、夢眠ねむなんだ…」「ネトゲ廃人シュプレヒコール」「Help me, ERINNNNNN!! -Cranky remix-」に変更。
  - グルコ付与額が20000GCに増額。
- トロフィー500個以降の報酬の追加。
- 店内・オンライン対戦の仕様変更[33]。
  - マッチング人数の上限を3人に変更。
    - なお店内対戦時は従来通り最大4人まで。

  - 自身が未解禁の難易度の楽曲は選択不可になった。
    - これまでは自身がEXTRA譜面を未解禁でも、対戦相手に解禁済みのプレイヤーがいれば選択できた。

2018年7月2日にVer.4.02にバージョンアップ。それに伴い、以下の点が変更された。
- 「アンロック」機能の実装。ゲーム中に入手できる「アンロックキー（以下、キー）」を使い、アバター・ナビゲーター・楽曲・アイテム・グルコを解禁、獲得していく。
  - キーはソロプレイで1個、店内対戦プレイ・イベントプレイで2個入手。また特定の楽曲（アンロックボーナス曲）をプレイするごとに1個追加される。
  - トータルリザルト表示後、アンロックを行う。解禁するコンテンツ毎に、アンロックに必要なキーの数は異なる。
  - キーを使いきらないまま時間切れとなると、残ったキーはグルコに変換され（1個につき150GC）、次回以降にキーは持ち越せない。
- マイページの機能更新。
  - 「ショップ」内「楽曲ショップ」の廃止。ショップ販売曲の一部は、アンロックによる解禁となる。
  - 「演奏画面設定」を追加。
    - FAST/SLOW表示を、「アバターの近くに表示」「判定の近くに表示」「表示しない」のいずれかに切り替え可能。
    - FEVER/TRANCE演出を、「演出有り」「演出無し」のいずれかに切り替え可能。
- ランキング表示の変更。
  - デモ中は「ワールドトータルスコアランキング」「店内トータルスコアランキング」「ワールド月間スコアランキング」「イベントランキング（イベント開催時のみ）」を表示。
  - NESiCAをかざした際は「ワールドトータルスコアランキング」「店内トータルスコアランキング」を表示。
- 店内対戦のみ、対戦相手が解禁済みであれば、未解禁の難易度を選べるようになった。
- その他、表示などの修正。

#### GROOVE COASTER 4EX INFINITY∞HIGHWAY
「4」のバージョンアップ版として2019年3月28日稼働開始。尚、機能追加・改修はなく、Amusement ICにも未対応。
- 筐体の照明カラーを青色に変更。
- 一部楽曲の難易度数値を変更。

#### GROOVE COASTER 4MAX DIAMOND GALAXY
「4EX」の更なるバージョンアップ版として2020年4月9日稼働開始。アーケード版シリーズ最終作。AC版4EX同様、機能追加・改修はなく、Amusement ICにも未対応。
なお新型コロナウイルス感染症の流行の渦中だったが、海外の設置筐体がオフラインによるインストール作業でのアップデートを完了しており、データの整合性の観点から、予定通りバージョンアップが実施された。
- 筐体の照明カラーを紫色に変更。

2024年4月1日にVer.4.75にバージョンアップし、オフライン稼働に移行した。オフラインバージョンの特徴は以下のとおり。
- NESiCAが使用できない。プレイの流れや画面表示は従来のカード無しプレイに準拠。なお複数台設置店舗での店内対戦は可能。
- デモにおける各種ランキング表示の廃止。
- 選択可能な楽曲、ナビゲーター、アバター、スキン、アイテム、効果音の変更。
  - アイテムは「GC BOOSTER」「MAX BOOSTER」を除くすべてのアイテムを99個所持した状態でゲーム開始となる。
- 楽曲の全難易度およびEXTRAが無条件解放。

### Steam版

#### GROOVE COASTER for STEAM
2018年7月17日発売。外見やシステムはAC版3EXに準拠しており、ナビゲーターはリンカが担当（チュートリアルもリンカが行う）。操作はキーボードのほか、Steamコントローラ等Windowsに接続可能な外部コントローラが使用できる。
以下、Steam版独自の要素を挙げる。
- 画面アスペクト比を従来の「16:9」のほか、「4:3」「1:1」に変更可能。後者になるほど画面の上下がカットされる。
- 初期状態では、難易度が全曲SIMPLEしか選択できない。上位の難易度は、各曲で下位難易度をクリアすると個別に解禁される。
- 難易度数値はAC版4以降と同様の15段階表記だが、数値はアーケード版と異なる独自のものとなっている[注 15]。
- ジャンルや曲名順等のカテゴリはなく、「お気に入り」と「過去の選曲」からの選択が可能。
  - お気に入り楽曲の登録は、選曲画面にて行う。
- 「NON-STOP MIX」モードの搭載。
  - 2 - 10曲の範囲で、あらかじめミックスリストに設定した楽曲を連続でプレイする。
  - 難易度は全曲で固定される（選択した難易度を未解禁の楽曲は、ミックスリストに組み入れられない）。
  - プレイ結果がFAILEDであっても、モードは中断されない。リザルトは全曲終了後にまとめて表示される。
- アーケード版と同じ譜面・操作の「アーケードモード」のほか、譜面が片手で操作するターゲットのみで構成される「カジュアルモード」を搭載（アーケード版でアイテム「ONE HAND」を使用した際と同様になる）。
- 称号の要素はなく、かわりに実績が多数用意されており、解除済みの実績はプロフィールに掲示できる。
- 「Play merrily NEO」「LINK LINK FEVER!!!」には、アーケード版にあったスタッフクレジットがない。
  - セッティングより「クレジットを再生」を選ぶと、Steam版のスタッフクレジットが掲載された「The Beginning」がプレイできる。
- Steam版においても、プレイ結果に応じグルコが付与される。ただしアーケード版とは共有できない。
- アイテムは「SAFE」「SUPER SAFE」「MUSIC PLAYER」「PERFECT PLAYER」「NO INFO」「JUST」のみ。またグルコによる購入でしか入手できない。
- ナビゲーターはリンカ、効果音は「Ver.2 Set」、スキンは楽曲ごとのデフォルトに固定されており、変更できない。
- 追加楽曲はグルコで購入可能なほか、DLCとしても販売される。

### Nintendo Switch版

#### グルーヴコースター ワイワイパーティー!!!!
シリーズ初のコンシューマー向け作品として2019年11月7日にダウンロード専用で発売。イメージカラーは水色。
Nintendo Switch版では、ゲームシステムやUIデザイン等において、独自性の強い内容となっている。
タイトル画面ではイラストレーターCHANxCO氏の絵柄でグルーヴコースターナビゲーターのリンカ・ユメ・ユウ・セイネ、VTuberのキズナアイ・ミライアカリ・電脳少女シロ・月ノ美兎・田中ヒメ・鈴木ヒナ・ときのそら・がうる・ぐら・兎田ぺこら・森カリオペ・白銀ノエル・沙花叉クロヱ・不知火フレア、東方Projectシリーズの博麗霊夢・霧雨魔理沙・チルノ、VOCALOID/VOICEROID等の初音ミク、鏡音リン・レン、巡音ルカ、結月ゆかり、琴葉茜・葵、GUMI、IA、 ONE が共演している。
メインテーマはサウンドクリエイターDECO*27が手掛け、VTuberのミライアカリ、電脳少女シロ、月ノ美兎がボーカルとして参加したオリジナルコラボ楽曲「GROOVE LOOP」が収録されている。
以下、Switch版独自の要素を挙げる。
- 操作タイプは、コントローラーを用いSteam版同様に操作する「スタンダード操作」と、Joy-Conを振ってプレイする「アクティブ操作」を搭載。スコアやクリア記録は、操作タイプ別に分けて記録される。
- 一部ボーカル曲でのボーカルの差し替え機能を搭載。
- 効果音はAD-LIB音・空タップ音のほか、成功時にも効果音が鳴るようになった。
  - 効果音の種類は「HIT・SLIDEの成功音」「CRITICAL・DUAL SLIDEの成功音」「HOLD・DUAL HOLD・SLIDE HOLDの成功音」「BEATの成功音」「SCRATCHの成功音」の5種類。
- 難易度表記は、アプリ版と同じくEASY・NORMAL・HARDと、スタンダード操作のみさらに上位の「MASTER」が存在。
  - ただしMASTERの難易度は、アーケード版のHARD相当で、Switch版のHARDはアーケード版のNORMALとHARDの中間の難易度となっている。一部楽曲はアーケード版のEXTRA相当をMASTERとして収録しており、この場合のHARDはそのままアーケード版のHARD版相当となる。
  - MASTERは楽曲のHARDをクリアするか、楽曲を30回プレイすることで解禁される。
  - 難易度数値は操作タイプ別に設定されている。また、アクティブ操作にMASTER譜面は存在しない。
- アイテムは使用回数に制限が無くなり、また一部アイテムはオプション扱いとなった。
  - SAFE、EASY TARGET、SUPER SAFE、ONE HAND、PERFECT PLAYER、BREAK、VISIBLEはミッション（後述）にて獲得後に使用可能となる。また一回にどれかひとつしか使用できない。
  - MIRROR、NO WAY、REVERSE、HIDDEN、SUDDEN、JUST、STEALTHは「オプション」となり、最初からすべて使用できるほか、複数オプションの併用も可能（一部組み合わせを除く）。
  - 上記以外のアイテムはSwitch版には存在しない。
- 楽曲、アバター、称号などの各種コンテンツを獲得する「ミッション」の搭載。
  - ミッションはツリー型の解禁システムで、条件を満たしてコンテンツを解禁すると、次のコンテンツが解禁可能となる。
  - 解禁条件は、楽曲のプレイ経験や評価など。またミッションごとに決められたグルコを支払うことでも解禁できる。
- 複数の楽曲を連続で演奏し、クリアを目指す「チャレンジ」の搭載。
  - チャレンジはライフ制で、満タンから始まり、MISSするごとに減少し、回復はしない。ライフが尽きる前にすべての楽曲を演奏すればクリアとなる。
  - チャレンジは既製のもののほか、自分で作成することも可能。
- 画面が分割され、対戦プレイできる「みんなでプレイ」の搭載。
  - TVモードでは最大4人まで、テーブルモードでは最大2人まで。
  - ルールは「ワイワイ対戦」と「ガチ対戦」がある。ワイワイ対戦はアーケード版同様の★の数による対戦、ガチ対戦はスコア勝負（アーケード版の大会モードと同様）の対戦。
  - 両ルールでハンデの有無を選択できる。ハンデを有効にすると、ワイワイ対戦では自身のパワーアップや対戦相手への妨害、ガチ対戦では下位プレイヤーへのスコア補正が行われる。
  - 「みんなでプレイ」はローカル通信にも対応しており、複数台の本体でプレイできる。
- 2021年12月16日のアップデートにて「オンライン通信プレイ」が追加。アーケード版とは異なり、常時オンライン対戦が可能である。

### その他

#### GROOVE COASTER CYBER MAX
体感型アトラクション。足でプレイする方式となり、流れるマーカーのタイミングに合わせて足で踏む。プレイできる楽曲もEASY、NOMAL、HARDの3曲のみ。1人または2人でプレイする。
2019年12月19日、福岡県の屋内型スポーツ・アスレチック施設「ノボルト（NOBOLT）」にて期間限定で稼動。
2023年11月21日、タイトーステーション池袋西口店地下1F「X-STATION」の「CUBE」シリーズ専用コンテンツ『GROOVE COASTER CYBER MAX CUBE edition』として稼動開始。

## グッズ

### サウンドトラック

#### ネット配信
- GROOVE COASTER オリジナルサウンドトラック（2011年7月27日、iTunes Store・mora配信）
- GROOVE COASTER EXTENDED PLAY（2011年12月14日、iTunes Store・mora配信）
- Groove Coaster Zero オリジナルサウンドトラック（2012年12月5日、iTunes Store・mora配信）
- GROOVE COASTER Extended Play 2（2014年1月29日、iTunes Store・mora・Amazon MP3配信）
- GROOVE COASTER Extended Play 3（2014年5月28日、iTunes Store配信）
  - mora、Amazon MP3は6月4日配信開始
- GROOVE COASTER ORIGINAL SOUNDTRACK（2014年9月24日、iTunes Store・mora・Amazon MP3配信）
  - 同日発売のCD収録の隠しトラック、およびCD初回特典のボーナスディスク収録曲は未配信
- GROOVE COASTER 2 Extended Play（2015年4月15日、iTunes Store・mora・Amazon MP3配信）
- GROOVE COASTER ORIGINAL SOUNDTRACK BOOST（2016年3月30日、iTunes Store・mora・Amazon MP3配信）
  - 同日発売のCDと収録内容に差はない
- GROOVE COASTER ORIGINAL SOUNDTRACK 2018 Vol.1 “DREAM”（2018年4月4日、iTunes Store・mora・Amazon MP3配信）
- GROOVE COASTER ORIGINAL SOUNDTRACK 2018 Vol.2 “STARLIGHT”（2018年5月2日、iTunes Store・mora・Amazon MP3配信）
- GROOVE COASTER ORIGINAL SOUNDTRACK 2020（2020年2月14日、iTunes Store、mora、Amazon Digital Music配信）[42]

#### CD
- COZMO 〜ZUNTATA 25th Anniversary〜（2012年10月31日発売）
  - 初回限定版の特典ディスク「Lab'-normal Limited2」に、「Fun-House-Extended MIX-」収録
  - このアルバムから「COZMIC OPERATION」、「World collapse[注 18]」がアプリ版ZERO（2014年5月19日）およびAC版EX（同年9月24日）に、「fly away[注 19]」「Negative Return」がAC版3に、それぞれ追加
- GROOVE COASTER PREMIUM CD（2013年11月9日、非売品）
  - 後述のAC版初代「4人プレイ体験ツアー」会場にて配布
- GROOVE COASTER ORIGINAL SOUNDTRACK（2014年9月24日発売）
  - 2枚組。初回特典でボーナスディスク付属
- ZUNTATA SOUND EFFECTS COLLECTION Vol.1 〜クレジット音編〜（2015年2月22日、イベント限定発売）
  - AC版初代、AC版2のクレジット音を収録
- GROOVE COASTER 3 LINK FEVER PREMIUM CD（2015年11月7日、非売品）
  - AC版3ロケテスト参加者、JAEPO2016（2016年2月19 - 20日）試遊台体験者、ネットワークテスト（2016年3月5 - 6日）参加者に配布
  - 11月7日配布Ver.、11月8日配布Ver.、それ以降の配布Ver.では、それぞれレーベルデザインが異なるが、収録内容は同じ
- GROOVE COASTER ORIGINAL SOUNDTRACK BOOST（2016年3月30日発売）
- 東方響宴夢 グルーヴコースター×東方Projectアレンジコレクション（2016年5月8日）[43]
  - イベント「東方響宴夢」楽曲、およびCOSIOによる東方アレンジ曲を収録
  - 第十三回 博麗神社例大祭にて限定販売、その後メロンブックスおよびTaito Toys Market楽天市場店にて販売
- 東方参面録 グルーヴコースター×東方Project アレンジコレクション2（2016年10月16日）[44]
  - 東方Project原作の「Stage 3（三面）」のアレンジ曲のみを収録したコンピレーション・アルバム
  - 平成二十八年 博麗神社秋季例大祭にて限定販売、その後メロンブックスおよびTaito Toys Market楽天市場店にて販売
- 東方六楽抄 グルーヴコースター×東方Project アレンジコレクション3（2017年5月7日）[45]
  - 東方Project原作の「Stage 6 (六面）」のインストアレンジ曲のみを収録したコンピレーション・アルバム
  - 第十四回 博麗神社例大祭にて限定販売、その後メロンブックスおよびTaito Toys Market楽天市場店にて販売
- GROOVE COASTER 4 STARLIGHT ROAD PREMIUM CD（2018年2月9日、非売品）
  - JAEPO2018（2018年2月9 - 11日）試遊台体験者に配布
- 東方弐集想 グルーヴコースター×東方Project アレンジコレクション4（2018年5月6日）[46]
  - 東方Project原作の「Stage 2（二面）」のアレンジ楽曲、およびボーナストラックとして『東方六楽抄』より9曲の新エディションを収録したコンピレーション・アルバム
  - 第十五回 博麗神社例大祭にて限定販売、その後メロンブックスおよびTaito Toys Market楽天市場店にて販売
- 東方名曲蒐 グルーヴコースター×東方Project アレンジセレクションBEST（2019年5月5日）[46]
  - グルーヴコースター×東方Project アレンジコレクションシリーズのベストアルバム
  - 第十六回 博麗神社例大祭にて限定販売、その後メロンブックスおよびTaito Toys Market楽天市場店にて販売
- 東方電脳歌 グルーヴコースター×東方Project バーチャルカバーソングス（2019年10月18日）[46]
  - Switch版に収録された、東方アレンジ楽曲のVTuber歌唱バージョン収録したミニアルバム
  - Taito Toys Market楽天市場店にて販売
- Music Plot Type Series（2022年3月5日）
  - ゲームに収録された「Music Plot Type Zero」などのほか、COSIOによるシリーズ楽曲を収録したグルーヴコースター10周年記念アルバム[47]
  - 東京ゲーム音楽ショー2022にて限定販売
- グルーヴコースター10周年記念 オリジナルサウンドトラック（2022年9月28日）[48]
  - 4枚組。シティコネクション・クラリスディスクより発売。初音源化を含む全114曲を収録
  - ダウンロードカード付属
  - 同月15 - 18日に開催された東京ゲームショウ2022物販ブースにて先行発売された
- Groove anthem party.（2023年10月29日）
  - ユーザー主催のクラブイベント「Got temporary haven?」発のリミックスアルバム[49]
  - 同イベントの過去のゲスト陣やZUNTATAメンバーによるリミックス10曲を収録、ボーナストラックとしてAC版収録曲でもある同イベント発の楽曲「Got temporary haven?」を収録
  - 本アルバム収録曲は、後日ゲーム本編への収録がアナウンスされている[50]

### NESiCA
- ジャパンアミューズメントエキスポ（JAEPO）2013限定配布NESiCA
- グルーヴコースター（アーケード版） オリジナルNESiCA（2種類）
  - 店頭販売
- M.S.S Project x グルーヴコースター限定NESiCA
  - ジャパン アミューズメント エキスポ（JAEPO）2014限定配布
- 「Halcyon/xi」オリジナルデザインNESiCA[51]
- 古川未鈴NESiCA
  - 古川未鈴への誕生日プレゼントとして制作（市販予定なし）[52]
- でんぱ組.inc幕神アリーナツアー2017 幕張会場限定NESiCA
  - 幕張イベントホール公演の各日で先着50名にプレゼント[53]
- グルーヴコースター 3EX ドリームパーティー 特製NESiCA
  - ジャパンアミューズメントエキスポ（JAEPO）2017ステージイベント観覧特典[54]
- ユメ(Cranky Ver.)限定デザインNESiCA
  - 2017年エイプリルフールのジョークとして描かれたイラスト「ユメ(Cranky Ver.)」のNESiCAを作成、抽選で1枚のみプレゼントされた[55]
- セイネ限定デザインNESiCA
  - 2018年エイプリルフールのジョークとして描かれた、Crankyによるイラスト「セイネ」を、スタッフおよび未早（IOSYS）が加工したデザインのNESiCAを作成、抽選で1枚のみプレゼントされた[56]
- グルーヴコースター 4 バージョン☆彡セイネNESiCA
  - 「夏休み！わくわくアンロックキャンペーン開催記念」フォロー＆RTキャンペーン[57]他で配布
- 4MAXオリジナルNESiCA
  - イベント「Tournament of the Masters VOL.1“グルーヴコースター 4MAX ダイヤモンドギャラクシー”」抽選会にて配布[58][59]

### Edyカード
タイトー系列のゲームセンター店頭にて、電子マネーサービス開始記念キャンペーンとして不定期に販売。
- GROOVE COASTER 2 HEAVENLY FESTIVAL
- UFO-CO
- GROOVE COASTER 2 ORIGINAL STYLE
- GROOVE COASTER 3 LINK FEVER（縦）
  - タイトー電子マネー本格始動記念フォロー＆リツイートキャンペーンにて抽選でプレゼント[61][62]
- GROOVE COASTER 3 LINK FEVER（横）
  - JAEPO2016にて先行販売[63]
- GROOVE COASTER 3 LINK FEVER（Cranky描きおろし）
  - 2016年エイプリルフールのジョークとして描かれたイラスト「リンカ（Crankyバージョン）」のEdyカードを作成、抽選で1枚のみプレゼントされた[64]

### アパレル
Hey（秋葉原のゲームセンター）制作・販売
- グルーヴコースターTシャツ[65]
- グルーヴコースター フルジップ パーカ[66]
- グルーヴコースター キャンバス トートバッグ[66]
- グルーヴコースター ロングTシャツ[67]
  - JAEPO 2017会場にて販売、後日店頭でも販売

MEGARAGE（タイトーステーション溝の口店併設のバー）制作・販売
- グルコス4Tシャツ[68]

イベント「Tournament of the Masters VOL.1“グルーヴコースター 4MAX ダイヤモンドギャラクシー”」会場限定販売
- コントローラーTシャツ
- ハッシュタグTシャツ

arma bianca
- 10周年ロゴ プリントパーカー
- 歴代ロゴ プリントTシャツ ver.白
- 歴代ロゴ プリントTシャツ ver.黒

ヴィレッジヴァンガード
- ヘッドフォンインベーダー×ヴィレッジヴァンガードコラボパーカー（白・黒）
- ヘッドフォンインベーダー×ヴィレッジヴァンガードコラボロンT（白・黒）

### その他
クレーンゲーム用景品
- GROOVE COASTER　HEADPHONE
- グルーヴコースター　バスタオル

arma bianca
- アクリルスタンド（リンカ、ユメ、セイネ、筐体）
- トレーディングアクリルスタンド（全12曲のジャケットデザイン）
- トレーディングスクエア缶バッジ（全12曲のジャケットデザイン）
- トレーディングドット絵アクリルキーホルダー（全10種類のキャラクター）

ヴィレッジヴァンガード
- キャラスタンド（リンカ、ユメ、セイネ）
- アクリルキーホルダー（リンカ、ユメ、セイネ）
- ハードパスケース（リンカ、ヘッドフォンインベーダー）
- 四角バッチ（リンカ、ユメ、セイネ）
- スマホリング（黒×白、白×黒、白×青）

## 備考
- 「SPACE INVADERS 2003」や「Invader GIRL!」など（アーケード版のみ「The Beginning」も）、一部のターゲットがインベーダーの形状になっている曲がある（アバターのCRAB/OCTOPUSと同形）。
- 終了時にコースの全貌を見せる楽曲が存在する。その中には「Invade You」「ピ・ピ・ピ・ミュージック」「Colors」「Shadow」など、コースがある俯瞰視点において何らかの形状を描いているものもある。
- ライセンス曲やゲームミュージックなどについては、PVやflashムービー、収録元となったゲームのプレイ画面などを再現したコースも存在する。
- アーケード版では各バージョン毎に、画面にスタッフクレジットが表示される曲が追加されている（AC版EXを除く）。
- アプリ版「The Beginning」のコースはPLAYメニュー（曲の選択画面）でのコースと同じものとなっており、初代では曲が増えるほど複雑になっていく。アプリ版ZERO以降ではリスト表示を有効にしてプレイすると一直線の単純なものに変化する。どちらもGame Centerで同じゲームを持っているフレンドを増やすことで、5段階で背景が豪華になっていく。
- アーケード版の発表以後、ニコニコ生放送での公式番組の放送や、主要都市での4人プレイ体験ツアー開催など、積極的なプロモーションが展開されている。
- 2013年2月にはセガ（後のセガ・インタラクティブ）のアーケードゲーム『maimai PLUS』との企業の枠を超えたコラボレーション企画が発表され、ZEROとmaimai PLUSで同じ楽曲[注 20]が配信された。以降もさまざまなゲームやメーカーとのコラボレーションを行っている。
  - アーケード版においてはBLAZBLUEやガンスリンガーストラトスなど、NESiCA対応ゲーム同士でコラボレーションが行われる場合があり、その場合はイベント期間中にコラボレーション先のゲームを同じNESiCAで遊ぶことで特別な称号が付与される連動キャンペーンが実施されることがある。
- 2021年1月22日にタイトーより配信され、2023年1月10日にサービスが終了されたiOS／Android用アプリ『ディズニー ミュージックパレード』は、本作のシステムをアレンジした音楽ゲームとなっている。

### エイプリルフール
2013年以降、毎年4月1日には一日限定楽曲を配信していた。
2013年
アプリ版ZEROにて「怪談「カーナビ」」が配信された。
- アプリ版ZEROでの配信形態はRECOMMENDを通して行なわれていたため、当日に一度だけEASY譜面しか遊べなかった。

2014年
アーケード版にて「怪談「カーナビ」」が配信された。
- 2013年12月27日 - 2014年1月8日に行われた、アーケード版の収録楽曲アンケートにて、「怪談「カーナビ」」は9位にランクインしている[70]。

2015年
アプリ版ZEROとAC版2の両方で、「2112410403927243233368」が配信。またAC版2のみ、「怪談「カーナビ」」も配信された。
- 「2112410403927243233368」はCD『GROOVE COASTER ORIGINAL SOUNDTRACK』の隠しトラックが出典で、2タッチ入力で「カイタ゛ンリミックス！」と読む[72]。またアーティスト名の「253215」も、2タッチ入力で「コシオ」と読む。
- アプリ版ZEROではこの楽曲もRECOMMENDにて配信されたため、当日に一度だけEASY譜面しか遊べなかった。
- AC版2では、当日限定でアバター「Fess up」も配信された。また同年6月にはAC版2の「2112410403927243233368」のみ、ショップで楽曲を購入することで解禁・常時プレー可能となり、7月にはアバター「Fess up」も販売された。

2016年
アプリ版2およびAC版3にて、「怪談「カーナビ」」が配信された。
- アプリ版2では「エイプリルフール限定イベント」用楽曲として配信され、当日に限り全モードが何度でもプレイできた。アーケード版からの移植譜面であるAC-EASY・AC-NORMAL・AC-HARDが最初から遊べたほか、新たにNORMAL・HARD譜面も追加されている（難易度が上がるにつれ、ターゲットはほぼ変わらないものの、徐々に前方の見通しが悪くなる）。なお、DIFFICULTYはすべて99。
  - イベントでは、HARDクリアでアバター「KAIDAN」が付与されたほか、同楽曲のトータルランキング2112410403927243233368位以内入賞[注 21]でスペシャル称号が付与された。
- AC版3はNESiCAを利用しゲームをプレイすると、アバター「KAIDAN」が付与された[74]。また、同日限定でマイページの効果音ショップにて「COSIO」が販売されていた[74]。

2017年
アプリ版2およびAC版3EXにて、「怪談「カーナビ」」が配信された。
- アプリ版2では、昨年と同じ「エイプリルフール限定イベント」を実施。
- AC版3EXでは、「2112410403927243233368」とともに同日限定でソロプレイイベント課題曲にもなった。また、同日限定でマイページの効果音ショップにて「LINKA KAIDAN」「YUME KAIDAN」「COSIO」が販売された。また昨年と同じく、アバター「KAIDAN」が付与された。

2018年
アプリ版2にて「2112410403927243233368」が、AC版4にて「怪談「カーナビ」」が、それぞれ配信された。
- アプリ版2で配信された「2112410403927243233368」は、2015年の配信時とは異なる譜面を用意。また「エイプリルフール限定イベント」を実施し、HARDクリアでアバター「KAIDAN」が付与されたほか、同楽曲のトータルランキング2112410403927243233368位以内入賞でスペシャル称号が付与された[76]。
  - なお、アプリ版2のiOS版で、3月30日よりアプリを起動できない不具合が発生していたことから、アップデートでの不具合改修後、同イベントを4月7 - 8日に再度開催した[78]。
- AC版4では、同日限定でアバター「KAIDAN」が付与された[77]ほか、マイページの効果音ショップにて「SEINE KAIDAN」「MIRIN KAIDAN」「LINKA KAIDAN」「YUME KAIDAN」「COSIO」が販売された[79]。

2019年
アプリ版2にて「劇場版　怪談「カーナビ」」が、AC版4EXにて「怪談「カーナビ」」が、それぞれ配信された。
- アプリ版2で配信された「劇場版　怪談「カーナビ」」は、Crankyによる「怪談「カーナビ」」のリミックス[82]で、2015年の「2112410403927243233368」以来、4年ぶりの新曲エイプリルフールとなった。また「エイプリルフール限定イベント」を実施し、HARDクリアでアバター「KAIDAN」が付与されたほか、同楽曲のトータルランキング2112410403927243233368位以内入賞でスペシャル称号が付与された[80]。
- AC版4EXでは、同日限定でアバター「KAIDAN」「LINKA(Cranky)」「YUME(Cranky)」「SEINE(Cranky)」がアンロックにて解禁できた[81][注 24]ほか、マイページの効果音ショップにて「SEINE KAIDAN」「MIRIN KAIDAN」「LINKA KAIDAN」「YUME KAIDAN」「COSIO」が販売された[81]。
- 「劇場版　怪談「カーナビ」」は、AC版4EXにて同年9月18日より配信開始[83]。

2020年
新型コロナウイルス感染症の流行を受け、楽曲配信・キャンペーンを非開催とすることが発表された。
2021年
AC版4MAXにて「怪談「カーナビ」」が配信された。
- 世情を鑑み、2021年は配信期間が1週間に拡張され、マイページの効果音ショップでも「COSIO」「SEINE KAIDAN」「MIRIN KAIDAN」「LINKA KAIDAN」「YUME KAIDAN」が1週間限定で販売された[85]。
- アーケード版以外のプラットフォームでは配信されなかった。

2022年
エイプリルフール前日に、全媒体で限定楽曲の配信を行わないことが告知された。
2023年
AC版4MAXにて「怪談「カーナビ」」が配信された。
- 「復刻 怪談「カーナビ」アンロックキャンペーン」が4月1日より同月17日5時59分まで開催された。期間中は楽曲配信のほか、アンロックにてアバター「KAIDAN」「LINKA(Cranky)」「YUME(Cranky)」「SEINE(Cranky)」の解禁、マイページの効果音ショップでの「COSIO」「SEINE KAIDAN」「MIRIN KAIDAN」「LINKA KAIDAN」「YUME KAIDAN」販売が行われた[87]。
- アーケード版以外のプラットフォームでは配信されなかった。

2024年
AC版は4月1日午前5時59分にてオンラインサービスが終了となること、さらに同時刻をもって「怪談「カーナビ」」が配信終了となることが告知された。ただし、同年3月19日より「怪談「カーナビ」」は通常曲として解禁され、開催中の最終イベント課題曲ともなった。オフライン稼働以降は「怪談「カーナビ」」はプレイ不可となる。
なおアーケード版以外のプラットフォームでは配信されなかった。